# Gideon Ehrlich z Ehrnfeldtu
Gideon Ehrlich I. z Ehrnfeldtu (německy von Ehrnfeldt, * kolem roku 1607, Liberec - 24. září 1670, zámek Frýdlant, Čechy) byl český šlechtic a komunální politik na Liberecku. Od roku 1638 byl městským soudcem a od roku 1642 starostou Liberce, od roku 1643 purkrabím Libereckého panství a v roce 1663 se stal také kapitánem Frýdlantského panství. Dne 18. října 1668 byl udělením titulu „z Ehrnfeldtu“ povýšen do dědičného šlechtického stavu v Království českém a stal se tak předkem rodu Ehrlichů z Ehrnfeldtu.

## Život

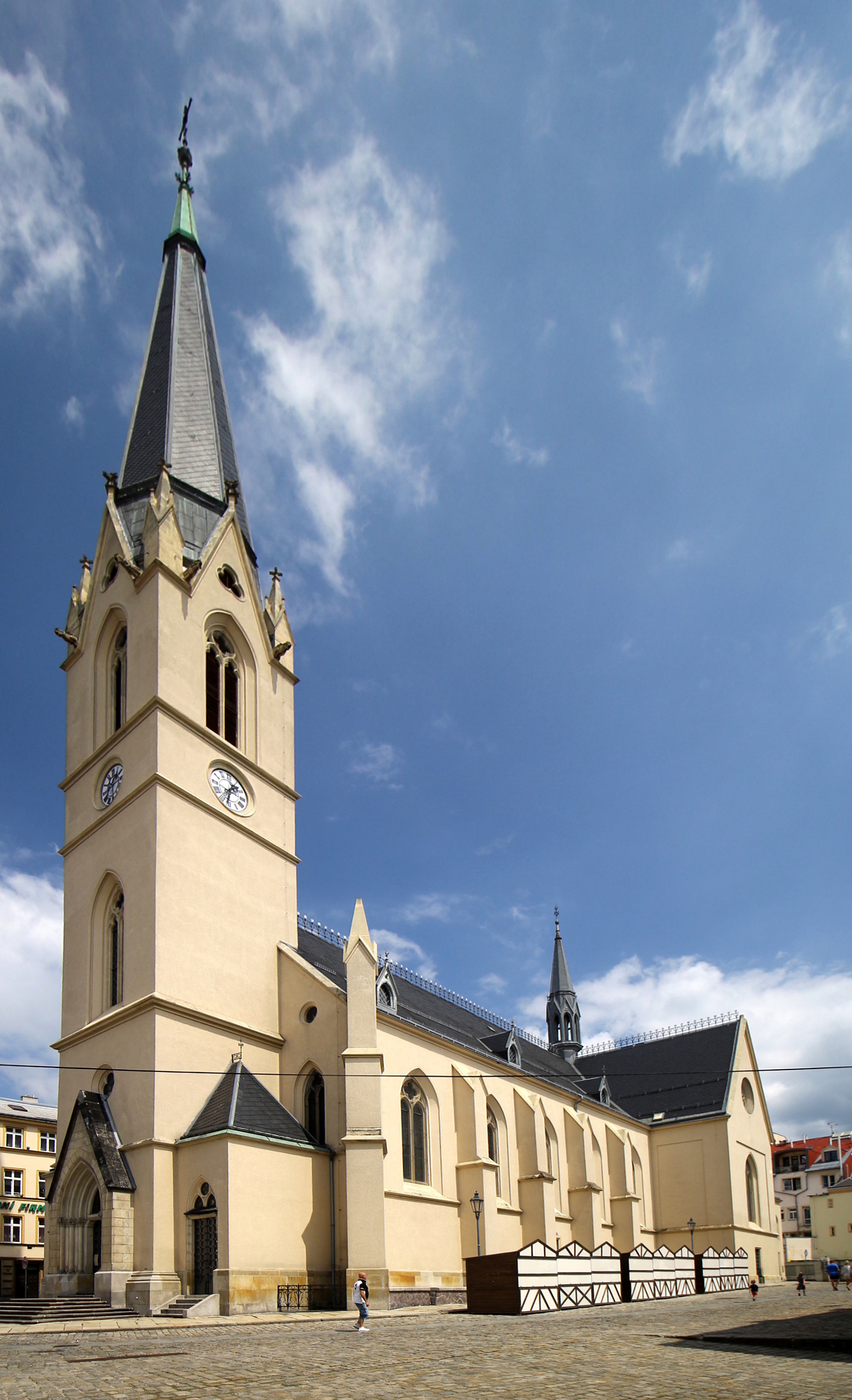
Farní kostel sv. Antonína v Liberci

Rod Gideona Ehrlicha (podoby jména Ehrmilrich, Ehrlich nebo Ermilreich apod.) pocházel ze Zhořelce (Görlitz) v Horní Lužici.
Gideon Ehrlich se narodil kolem roku 1607 v Liberci  jako nejstarší syn radního Eliáše Ehrlicha a Hanny rozené Ulrichové.
Otec Gideona, Eliáš (I.) Ehrlich byl členem soukenického cechu z Liberce již v roce 1587 a v letech 1594 až 1623 stál opakovaně v čele cechu, byl také sládkem pivovaru na Altstädter Platz č. 13,  radním, po roce 1611 duchovní a od roku 1622 liberecký městský soudce. Dr. J. G. Herrmann ho považuje za jednoho z „praotců Libereckého soukenického cechu“,  protože byl nejen jedním z prvních mistrů v Liberci, ale také se významně podílel na formulaci privilegia uděleného libereckému cechu soukeníků říšským svobodným pánem Melicharem z Redernu v roce 1599, který byl základem všech následujících práv udělených cechu.
Gideonovou matkou byla Hanna Ullrichová († před 1632), dcera Aarona Ullricha, který byl v roce 1550 sládkem a radním a v letech 1579 a 1582 městským soudcem v Liberci. Její bratr, David Ullrich († 1654), pivovarník, purkrabí Frýdlantu v letech 1623–1625 a purkrabí LIbereckého panství v letech 1631–1637, se v roce 1638 stal starostou Liberce.
Gideon Ehrlich navázal na rodinnou tradici a roku 1629 byl přijat do libereckého cechu soukeníků jako mistr a úspěšně rozšířil svůj podnik na manufakturu.

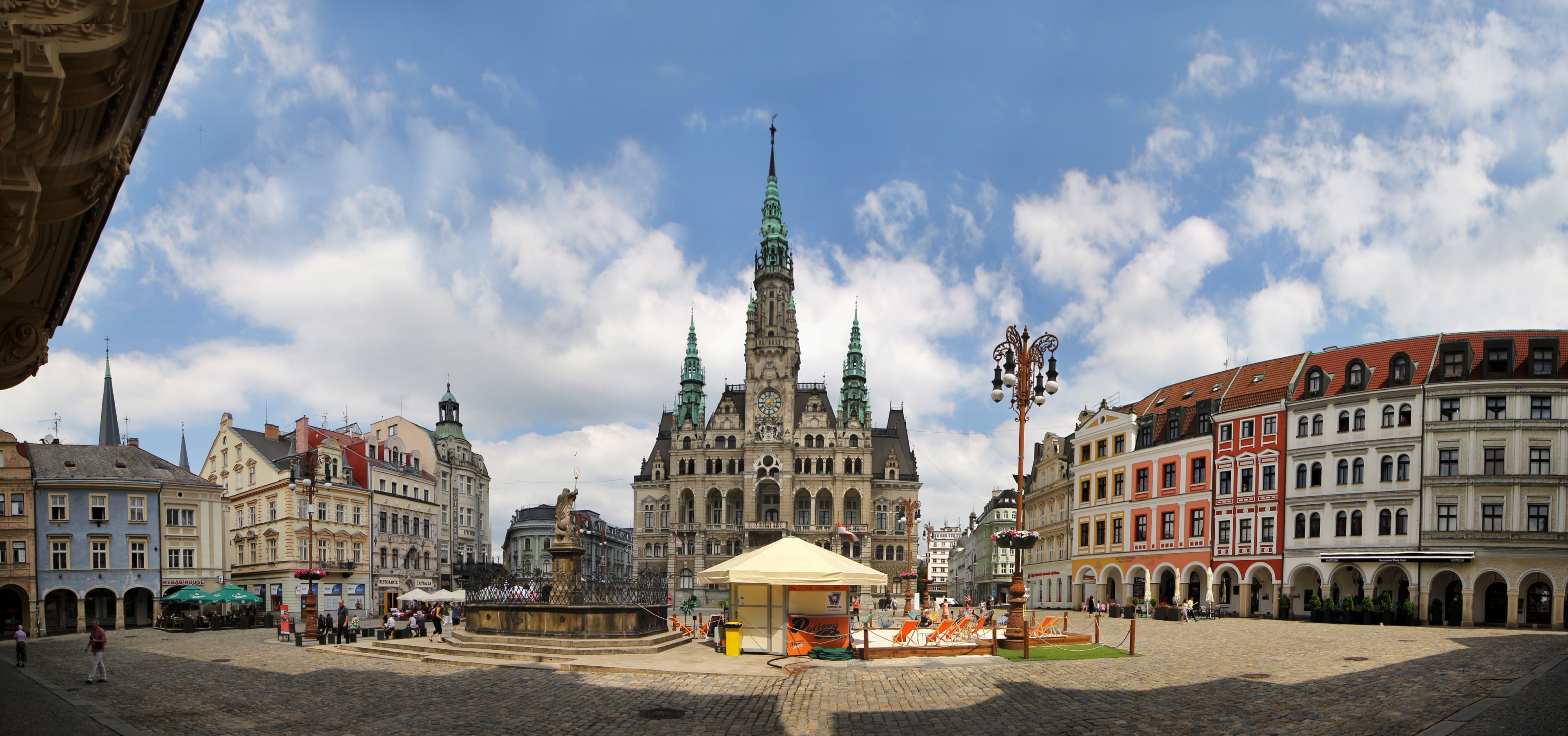
Střed Liberce s radnicí

V roce 1634, po zavraždění Albrechta z Valdštejna 25. února v Chebu, došlo k další změně: Liberecké a Frýdlantské panství připadlo Valdštejnovu rivalovi, císařskému generálporučíkovi a polnímu zbormistrovi Matyášovi z Gallasu. 
V roce 1634, po zavraždění Albrechta z Valdštejna 25. února v Chebu, připadlo Liberecké a Frýdlantské panství Valdštejnovu rivalovi, císařskému generálovi Matyášovi z Gallasu. O čtyři roky později došlo v Liberci k významné změně v oblasti náboženství, k níž rozhodující měrou přispěl Gideon Ehrlich, který byl v té době libereckým městským soudcem. Odvrátil se od protestantismu svých rodičů, stal se katolíkem. Starostou Liberce byl navíc v roce 1638 zvolen Gideonův švagr David Ullrich a společně se jim podařilo přesvědčit městskou radu, aby 25. dubna 1638 přestoupila na katolické náboženství. To vyžadovalo určitou odvahu, protože většina populace vášnivě bojovala za zachování protestantismu.  Gideon získal 28. ledna 1639 otcův pivovar (č. 5 - III.) na Altstädter Platz č. 13. Nakonec byl úspěšný i ve svém úsilí přivést občany Liberce zpět ke katolicismu.
Tato náboženská změna však trvala jen krátce, protože nedlouho poté bylo do zmatků třicetileté války zapleteno i město Liberec. Již 1. května 1639 vstoupil do Liberce švédský pluk vedený generálmajorem Adamem z Pfuelu a 9. května město vyplenil. Švédský generál Lennart Torstenson se přiblížil od Budyšína a 23. května požádal posádku hradu Frýdlant, aby se vzdala. Protože tamní posádka 24. května 1639 uprchla, Liberecké a Frýdlantské panství se dostaly pod švédskou kontrolu.
Toho využili liberečtí protestanti, aby znovu získali kontrolu nad městem pod švédskou ochranou. Katolická městská rada byla sesazena, uprchlického katolického kněze nahradil protestantský kaplan a městský písař byl odvolán. Gideon Ehrlich byl vězněn jako městský soudce a přední představitel rekatolizace, zatímco celý městský pluk byl nahrazen protestanty. Ve Frýdlantu a Liberce se objevil i bývalý městský vládce mimo zákon a uprchlý, císařský svobodný pán Kryštof z Redernu který doufal, že od Švédů získá zpět svůj majetek. Doufal však marně a jeho finanční situace byla natolik špatná, že mu městská rada poskatla peníze na jeho údržbu.
Gideon Ehrlich, kterému se podařilo uprchnout ze švédského zajetí a žil nějakou dobu v exilu, se 11. ledna 1642 vrátil do Liberce a byl zvolen starostou. Následujícího roku 1643 ho Matyáš z Gallasu jmenoval purkrabím Libereckého panství.
Většinu času další švédské invaze strávil Gideon v exilu. Teprve vestfálským mírem 24. října 1648 skončila švédská okupace, která se v červnu 1649 stáhla z Liberce a umožnila Gideonu Ehrlichovi vrátit se do rodného města a obnovit svou textilní továrnu.
Své zkušenosti městského radního, starosty, městského soudce a organizátora rekatolizace využil František Ferdinand říšský hrabě z Gallasu, který byl pánem Libereckého a Frýdlantského panství v letech 1647 až 1697, jmenováním Gideona kapitánem Libereckého a Frýdlantského panství v roce 1663.
V roce 1665 zřídil Gideon první nadaci v nově postaveném libereckém farním kostele sv. Antonína, která měla každoročně na výročí data jeho úmrtí vyplácet 200 zlatých duchovním úřadu. Tato tradice existovala až do 20. století. V témže roce nechal postavit v levé boční lodi farního kostela před kazatelnou rodinnou kryptu, jejíž krycí desku zdobil jeho erb. Jako první tam byla uloženy ostatky jeho manželky. Erbovní kámen byl později přemístěn doprostřed hlavní lodi a v roce 1859 při dláždění kostela odstraněn. 

### Povýšení do šlechtického stavu
Dne 18. října 1668 jej císař Leopold I. na návrh hraběte z Gallasu, který chtěl odměnit jeho věrné služby a vynahradit mu útrapy, povýšil do dědičného šlechtického stavu Království českého, zároveň mu byl udělen zvýšený erb a titul „z Ehrnfeldtu“. Tento predikát byl zjevně vybrán na základě stejného predikátu bývalého kapitána Liberce Vigila Tandela von Ehrenfeldta, který byl dědečkem Gideonovy manželky z matčiny strany.
Gideon I. Ehrlich z Ehrnfeldtu, hejtman Libereckého a Frýdlantského panství zemřel 24. září 1670 na zámku ve Frýdlantu. S velkou pompou byl pohřben v rodinné kryptě, kterou nechal založit v libereckém farním kostele. Zvon se rozezněl patnácti údery a na jeho pohřbu se objevilo všech pět kněží. Po pohřbu se všichni příbuzní sešli na faře, aby, jak bylo v té době zvykem na každém pohřbu lepších vrstev, „utopili utrpení ve víně“. 1. prosince 1670 se disponibilní hotovost rozdělila mezi dědice na radnici. Jeden dětský podíl dostal 1 462 zlatých, což v té době představovalo značnou sumu.